# Rickettsia
Rickettsia được Ricketts và Wilder phát hiện năm 1910. Rickettsia là những vi sinh vật có cấu trúc giống với tế bào vi khuẩn. Chúng là loài ký sinh bắt buộc trong nội bào, nên sự tồn tại của Rickettsia phụ thuộc vào sự tồn tại, phát triển và nhân rộng trong tế bào chất của nhân tế bào chủ.
Bởi vì điều đó, Rickettsia không thể sống trong môi trường dinh dưỡng nhân tạo và được nuôi cấy trong mô hoặc phôi (thông thường, phôi gà). Phương pháp phát triển Rickettsia trong phôi gà được phát minh bởi William Ernest Goodpasture và các đồng nghiệp của ông tại Đại học Vanderbilt vào đầu những năm 1930. Trước kia, Rickettsia đã được xếp vào giữa virus và vi khuẩn. Tuy nhiên không giống như Chlamydia, Mycoplasma và Ureaplasma, Rickettsia có nhân, tế bào chất và màng tế bào chất, có hai loại acid nucleic là DNA và RNA nhưng hệ thống enzym nghèo nàn, vì vậy không phát triển được ở môi trường dinh dưỡng nhân tạo.

## Đặc điểm sinh học

### Hình thể
Rickettsia hình dạng thay đổi qua các giai đoạn phát triển: cầu khuẩn đứng riêng rẻ hoặc xếp từng đôi, trực khuẩn và hình sợi. Thường gặp nhất là hình trực khuẩn. Nhuộm Gram bắt màu Gram âm. Lúc nhuộm Giemsa hoặc Machiavello. Khi nhuộm Giemsa vi khuẩn bắt màu xanh, còn nhuộm Machiavello vi khuẩn bắt màu đỏ khá tương phản với màu xanh của tế bào vật chủ.
Rickettsia có thể quan sát ở kính hiển vi quang học.
Rickettsiae có kích thước 0,3-0,5 μm x 0,8-2,0 μm. Hầu như tất cả Rickettsiae có thể tái tạo chỉ trong các tế bào động vật.
Rickettsia đã có một thời xem như liên hệ mật thiết với virus vì kích thước nhỏ bé và phát triển nội bào. Ngày nay Rickettsia được khẳng định là vi khuẩn vì:
- Rickettsia có tất cả đặc tính cấu tạo của vi khuẩn, đặc biệt là có vách tế bào điển hình.
- Có tất cả các enzyme cần thiết cho sự chuyển hóa.
- Chứa cả hai loại acid nucleic: DNA và RNA.
- Phân bào giống vi khuẩn.
- Sử dụng oxy và nhạy cảm với một số kháng sinh (chloramphenicol, tetracyclin) kháng sinh thế hệ mới dặc hiệu như Doxycylin, Oxytetacylin.
Rickettsia có sức đề kháng yếu, chúng bị tiêu diệt nhanh chóng bởi sức nóng, độ ẩm và các chất hoá học.
Cấu tạo hóa học
Rickettsia chứa RNA và DNA theo tỷ lệ 3,5: 1, vách tế bào giống như vách tế bào vi khuẩn Gram âm chứa phức hợp glycopeptit. Thành tế bào có acid muramic, sinh sản ở trong tế bào chất hoặc trong nhân của tế bào ký chủ. Tuy nhiên, có vài trường hợp cá biệt có thể phát triển trong môi trường không tế bào và bắt màu Gram dương.

### Cấu trúc kháng nguyên
Rickettsia có hai loại kháng nguyên

###### Kháng nguyên đặc hiệu:
- Kháng nguyên không chịu nhiệt: là kháng nguyên không hòa tan, bản chất là protein, đặc hiệu loài.
- Kháng nguyên chịu nhiệt: là kháng nguyên hòa tan, có bản chất là polysaccharid, đặc hiệu nhóm.

###### Kháng nguyên không đặc hiệu
Bản chất là polysaccharid, kháng nguyên này có cấu trúc gần giống với kháng nguyên của vi khuẩn Proteus vulgaris, vì vậy kháng nguyên này được sử dụng trong phản ứng Weil - Felix để chẩn đoán huyết thanh (R. burnetii không có kháng nguyên này).
Các nhiễm khuẩn do Rickettsia có khả năng tạo miễn dịch mạnh mẽ và lâu dài.

### Độc tố
Một số Rickettsia sinh ra một loại độc tố hoà tan trong nuôi cấy, có tính chất gây tan máu và hoại tử. Khi tiêm độc tố này cho động vật thì chúng bị chết sau vài giờ và tổn thương bệnh lý giống như do vi khuẩn gây ra.
Ngoài ra hoạt tính gây bệnh còn phụ thuộc vào enzyme gây tan huyết, độc tố gắn chặt với thân vi khuẩn. Độc tố bị phá hủy lúc đun 60º trong 30 phút, nhưng vẫn giữ được tính kháng nguyên. Độc tố bị trung hòa bởi kháng huyết thanh đặc hiệu.       

## Phân loại
Rickettsia được phân thành ba nhóm dựa trên huyết thanh học đó là. Phân nhóm này đã được xác nhận bởi vì trình tự DNA. Tất cả ba trong số này chứa các mầm bệnh của con người. Nhóm sốt phát ban bụi rậm (scrub typhus) đã được phân loại lại như một chi mới - Orientia - nhưng nhiều y văn vẫn còn liệt kê nhóm này thuộc bệnh rickettsia.
Zdrodovski phân chia Rickettsia thành 6 nhóm trong đó có 5 nhóm gây bệnh cho người và một nhóm gây bệnh cho động vật.
- Nhóm sốt phát ban dịch tễ: Nhóm này thường gây nên hai bệnh chủ yếu là sốt phát ban 
dịch tễ (mầm bệnh là R. prowazeki) và sốt phát ban chuột (mầm bệnh là R. mooseri).
- Nhóm sốt do ve truyền: Nhóm này thường gây nên bởi Dermacentroxnus.
- Nhóm do mò truyền: Mầm bệnh gây nên là do R. orientalis hay còn goi là R. tsutsugamushi; đây là tác nhân gây nên bệnh sốt mò hay còn gọi là sốt phát ban rừng.
- Nhóm gây bệnh sốt hầm hào: Mầm bênh là R. quintana.
- Nhóm gây bệnh sốt "Q" (Query): Mầm bệnh gây nên sốt "Q" là R. bumetii.
- Nhóm gây bệnh cho súc vật: Mầm bệnh là R. ruminantiun, thường gây bệnh cho động vật có sừng và gây bệnh cho chó.

## Gây bệnh
Rickettsia là ký sinh trùng tự nhiên của một số động vật chân đốt nhất định (đặc biệt là chí, bọ chét, ve và bọ ve) và có thể gây ra các bệnh nghiêm trọng, thường đặc trưng bởi sốt cấp tính, tự giới hạn trên người và động vật khác.
Rickettsia phát triển ở tế bào nội mạch vách huyết quản, ở đó chúng nhân lên và bài tiết ra yếu tố tiền đông máu, qua trung gian của độc tố làm cho những tế bào đó phồng lên rồi hoại tử nên mạch máu bị nghẽn rồi bị vỡ nên những thương tổn của mạch máu trông rõ ở da.
Ở não người ta tìm thấy thương tổn ở mạch máu của chất xám. Tim cho thấy những thương tổn ở mạch máu nhỏ.
Một số Rickettsia gây bệnh thường gặp

#### Rickettsia prowazeki
R. prowazeki là tác nhân gây sốt phát ban do rận, thường gây thành dịch nên được gọi là sốt phát ban dịch tễ. R. prowazeki có hình cầu, hình que, kích thước khoảng 0,5 - lµm, sức đề kháng yếu, chỉ ký sinh ở bào tương của tế bào chủ, có thể gây bệnh thực nghiệm cho chuột lang, chuột nhắt trắng.
Cơ chế gây bệnh:
Rận hút máu bệnh nhân có Rickettsia, mầm bệnh phát triển trong ống tiêu hóa của rận, rồi được đào thải ra ngoài theo phân. Rận truyền mầm bệnh cho người không phải qua vết đốt mà qua da bị xây xát tiếp xúc với phân rận.
Sau khi vào máu, Rickettsia tập trung vào những tế bào biểu mô của mạch máu, độc tố và yếu tố tan máu gây nhiễm độc tại chỗ, gây viêm, phù nề, dẫn đến tắc nghẽn và thoát quản ở mao mạch các nội tạng và xuất huyết ở ngoài da, biểu hiện toàn thân là một bệnh nhiễm khuẩn cấp tính, sốt cao, li bì.

#### Rickettsia mooseri
R. mooseri là tác nhân gây bệnh sốt phát ban chuột còn gọi là sốt phát ban địa phương. Bệnh có các triệu chứng lâm sàng giống như bệnh sốt phát ban dịch tễ nhưng nhẹ hơn. R. mooseri có kích thước nhỏ hơn nhiều so với R. prowazeki.
Cơ chế gây bệnh
Bọ chét là vật chủ liên tục đào thải Rickettsia theo phân. Khi bọ chét đốt, phân bọ chét nhiễm mầm bệnh dính vào vết đốt, hoặc qua da bị xây xát xâm nhập vào máu. Đôi khi, bụi phân bọ chét gây bệnh qua niêm mạc mắt, đường hô hấp.
Các tổn thương và triệu chứng bệnh tương tự như sốt phát ban dịch tễ nhưng nhẹ hơn.
Chỉ có bọ chét mới truyền được mầm bệnh cho người, vật môi giới mang mầm bệnh nhưng không bị chết.

### Rickettsia burnetii
R. burnetii là tác nhân gây nên bệnh sốt "Q". R. burnetii có dạng hình cầu hay hình que ngắn, là loại Rickettsia nhỏ nhất, qua được lọc vi khuẩn.

#### Dịch tễ
Ổ chứa mầm bệnh: Mầm bệnh được tăng trữ ở nhiều loại động vật: cừu, dê, trâu, bò, nhiều loại động vật hoang dại, một số loài chim, ve.
Đường truyền: Có nhiều đường lây, chủ yếu là đường hô hấp, khi tiếp xúc với những gia súc mang mầm bệnh. Lây qua da bị sây sát hoặc lây truyền qua đường tiêu hoá khi uống sữa tươi không được khử trùng.

#### Cơ chế gây bệnh
R. bumetii xâm nhập vào cơ thể gây những tổn thương ở phổi, toàn thân biểu hiện tình trạng nhiễm trùng, bệnh này khác với các Rickettsia khác là không có phát ban và phản ứng WeilFelix hoàn toàn âm tính.

### Rickettsia tsutsugamushi
R. tsutsugamushi là tác nhân gây nên bệnh sốt mò còn gọi là sốt phát ban rừng. R. tsutsugamushi có nhiều hình dạng khác nhau như: Hình cầu, hình que ngắn, kích thước trung bình khoảng 0,3 - 0,5 µm. Chúng sắp xếp riêng rẽ từng con một, thành từng đôi hoặc thành đám ở trong bào tương, sát với nhân của tế bào chủ. R. tsutsugamushi có sức đề kháng yếu nhất trong tất cả Rickettsia.

#### Dịch tễ
Ổ chứa mầm bệnh: Trong tự nhiên bệnh lưu hành trong các loài gậm nhấm và mò, ở mò Rickettsia có thể truyền cho thế hệ sau qua trứng. Như vậy mò vừa là môi giới vừa là ổ chứa Rickettsia.
Môi giới truyền bệnh: Bệnh truyền bởi nhiều loại ấu trùng của các loài mò.

#### Cơ chế gây bệnh
Mầm bệnh xâm nhập vào cơ thể do ấu trùng mò đốt, qua da bị sây sát, có thể xâm nhập qua niêm mạc mắt, đường hô hấp. Rickettsia nhân lên và độc tố của mầm bệnh chủ yếu tập trung vào các tế bào biểu mô của mạch máu. Toàn thân sốt cao đột ngột, nơi bị mò đốt tạo thành vết loét, hạch lân cận sưng to, ban xuất hiện ở ngực, bụng rồi lan ra toàn thân, rất hiếm thấy ở mặt, gan bàn tay, bàn chân. Ban kiểu dát sần, ít khi xuất huyết.

## Chẩn đoán vi sinh vật

### Chẩn đoán trực tiếp

#### Bệnh phẩm
Lấy máu khi bệnh nhân đang sốt hoặc chọc hạch khi có hạch viêm,lấy đờm trong bệnh sốt "Q". Để điều tra dịch tễ học, có thể lấy các phủ tạng của gậm nhấm hoặc lấy ve, mò, rận...

#### Xác định hình thể
Nhuộm bệnh phẩm bằng kỹ thuật nhuộm Giemsa hoặc nhuộm Macchiavello.

#### Nuôi cấy
Lấy máu lúc bệnh mới phát hoặc bệnh phẩm được nghiền nát, cho vào nước muối sinh lý vô trùng, ly tâm lấy nước trong, tiêm, vào chuột lang, chuột bạch hoặc trứng gà lộn. Đối với sốt sông Nhật Bản, bệnh phẩm được tiêm vào phúc mạc chuột nhắt, lấy chất ngoại tiết của phúc mạc chuột phết lên lam rồi nhuộm Giemsa, nhuộm miễn dịch huỳnh quang.
| Rickettsia                            | Trung gian truyền bệnh  | Vật chủ                      | Bệnh ở người                                  |
| Chi Rickettsia                        |                         |                              |                                               |
| ------------------------------------- | ----------------------- | ---------------------------- | --------------------------------------------- |
| Nhóm sốt phát ban                     |                         |                              |                                               |
| R. prowazekii                         | Rận, chí                | Người                        | Dịch sốt phát ban chí rận, bệnh Brill-Zinsser |
| R. typhi (hoặc mooseri)               | Bọ chét chuột           | chuột                        | Sốt phát ban bọ chuột                         |
| Nhóm sốt nổi mụn                      |                         |                              |                                               |
| R. rickettsii                         | Ve                      | Động vật gặm nhấm            | Sốt nổi mụn vùng Rocky Mountain               |
| R. conorii                            | Ve                      | Chó                          | Sốt nổi mụn                                   |
| Nhóm sốt mò                           |                         |                              |                                               |
| R. tsutsugamushi (hoặc R. orientalis) | Ấu trùng mò Trombicula  | Động vật gặm nhấm            | Sốt mò                                        |
| Chi Coxiella                          |                         |                              |                                               |
| C. burnetii                           | Đường thở hoặc tiếp xúc | Thú nuôi, động vật có vú nhỏ | Sốt Q                                         |
| Chi Rochalimaea                       |                         |                              |                                               |
| R. Quintana                           | Rận                     | Người                        | Sốt mương                                     |

### Chẩn đoán huyết thanh

#### Phản ứng không đặc hiệu: Phản ứng Weil-Felix
Rickettsia và Proteus vulgaris hình như có chung một số kháng nguyên, lúc nhiễm Rickettsia bệnh nhân sản sinh một số kháng thể ngưng kết với một vài chủng Proteus vulgaris (chủng OX19, OX2, OXK) như R.prowazeki (OX19), Oriental tsutsugamushi (OXK) và R.mooseri (OX19).
Phản ứng này không áp dụng cho những Rickettsia không có kháng nguyên chung với Proteus

#### Phản ứng đặc hiệu
Kháng nguyên thu hoạch ở sản phẩm nuôi cấy ở trứng gà lộn có thể làm các phản ứng ngưng kết đặc hiệu, phản ứng kết hợp bổ thể, phản ứng ức chế ngưng kết hồng cầu, phản ứng miễn dịch huỳnh quang.